# Falck (Mosela)
Falck é uma comuna francesa na região administrativa do Grande Leste, no departamento de Mosela. Estende-se por uma área de 6.07 km², e possui 2.495 habitantes, segundo o censo de 2018, com uma densidade de 410 hab/km².